# 特拉文布吕克
特拉文布吕克是德国石勒苏益格－荷尔斯泰因州的一个市镇。总面积26.47平方公里，总人口1708人，其中男性878人，女性830人（2011年12月31日），人口密度65人/平方公里。